# 麥當勞第433號分店標誌

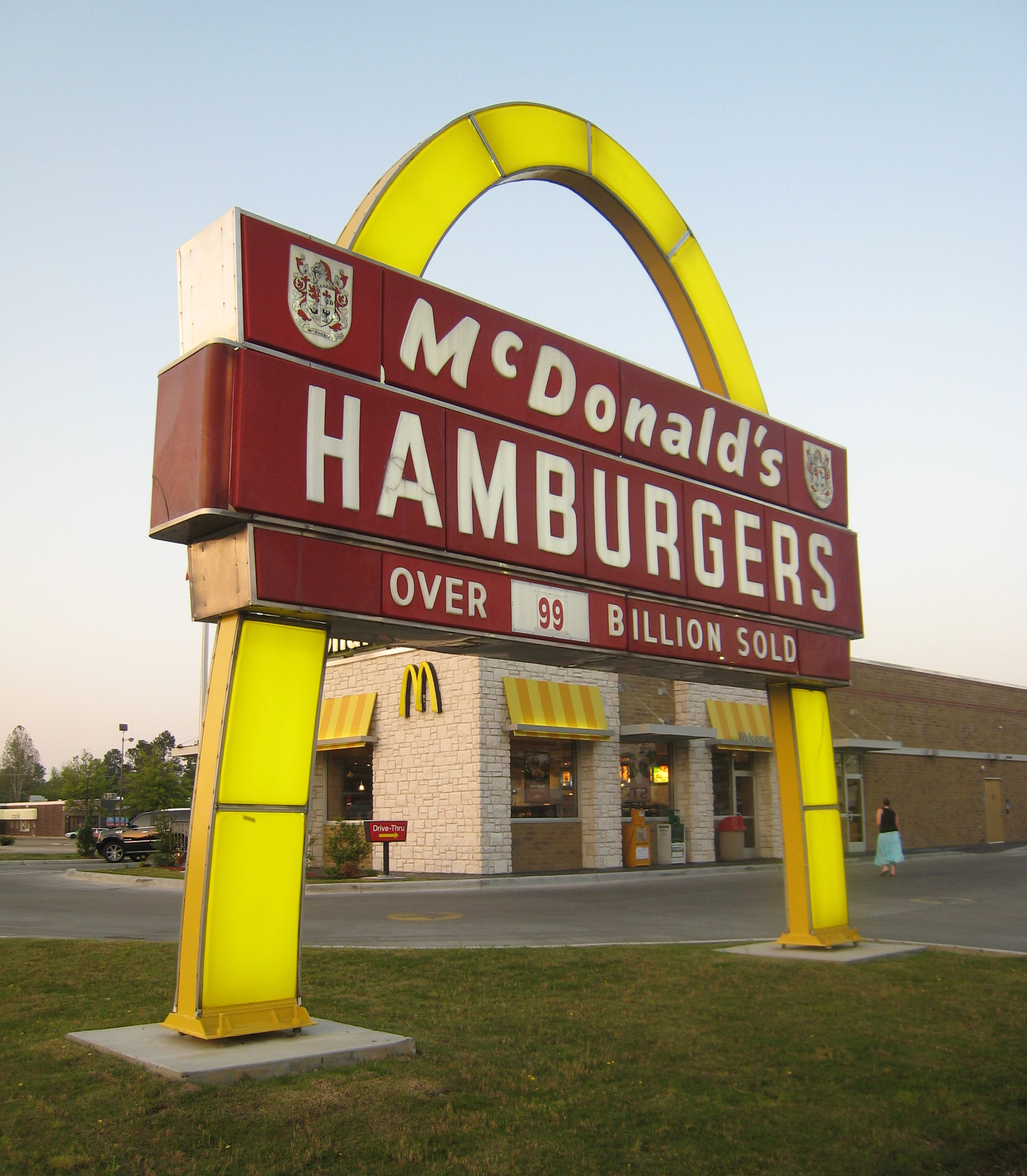
麥當勞第433分店標誌

麥當勞第433號分店標誌是美國唯一一個仍在使用的金色單拱麥當勞標誌，位於阿肯色州派恩布魯夫南橄欖街2801號。此標誌於1962年立設，至2007年前仍然被保留在原來的位置上。於2007年，麥當勞第433號分店搬遷，此標誌亦跟隨著分店遷至新地址。於2006年，此標誌被美國政府列入國家史蹟名錄中。

## 歷史
在麥當勞第433號分店建立前，這一帶的建築主要為民居。可是，隨著20世紀中葉的到來，企業便開始進駐這一帶，而麥當勞也是其中一個。於1962年，麥當勞在阿肯色州派恩布魯夫南大街1300號建立了第433分店。這間麥當勞餐廳以紅、白、黃作為主要的顏色，並以兩個大型曲拱裝飾。這間分店是由麥克·雷澤爾擁有。
麥當勞第433號分店於1962年7月3日正式營業，並繼續營運至2007年。於2007年8月，麥當勞宣佈此分店會於該年年底結業。隨後，麥當勞宣佈此分店會遷至南橄欖街2801號，但此標誌的命運卻還未被決定。同年9月，麥當勞宣佈此標誌會跟隨分店遷至新址。
於9月，此標誌被拆除並運至马贝尔韦尔進行翻新。翻新工程於2007年10月結束。

## 設計
麥當勞第433號分店標誌代表了麥當勞標誌由「Speedee」標誌轉型至現今的金色雙拱標誌。而麥當勞第433號分店的金色單拱標誌只被麥當勞採用了一年，因此麥當勞第433號分店成為了唯一一間能夠保留這種標誌的麥當勞餐廳。而首個金色雙拱標誌則在麥當勞第433號分店建立3個月後出現。
麥當勞第433號分店標誌是一種金色單拱標誌，而這種標誌的設計皆為背光式的，以及是由金屬框架和塑料板組成。此標誌是由埃文斯維爾的標誌工匠設計，而塑料板則是由費城的羅門哈斯公司製造。
金色單拱標誌的設計很大程度上是受麥當勞家族的家徽影響。當時，麥當勞兄弟把家徽交給雷·克罗克，而克罗克則把家徽改為麥當勞標誌，因此設計了金色單拱標誌。

## 歷史意義

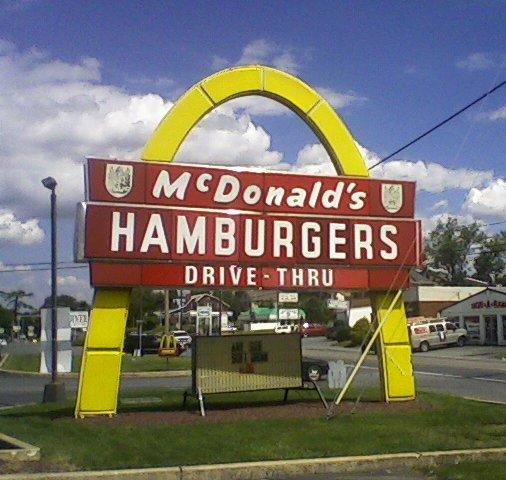
位於賓夕法尼亞州蘭開斯特的金色單拱標誌

於2006年8月21日，此標誌被美國政府列入國家史蹟名錄中，編號為06000411。作為現今唯一一個仍在使用的金色單拱標誌，此標誌在州中具有重要的意義。
儘管此標誌是現今唯一一個仍在使用的金色單拱標誌，但目前還不清楚美國究竟有多少個金色單拱標誌。在颶風卡特里娜於2005年吹襲美國前，比洛克西擁有一個金色單拱標誌。位於斯普林菲尔德麥克阿瑟林蔭大道旁的麥當勞餐廳在2006年前亦擁有一個金色單拱標誌。賓夕法尼亞州蘭開斯特、新澤西州玉蘭市、威斯康星州格林貝、密歇根州聖克萊爾海岸、密歇根州沃倫、亞拉巴馬州亨茨維爾、密蘇里州獨立市、佛羅里達州溫特黑文、以及印第安納州曼西皆擁有的金色單拱標誌。可是，因為這些金色單拱標誌皆為私人擁有，不再被麥當勞使用。因此，作為現今唯一一個仍在使用的金色單拱標誌，此標誌因此成為了最具標誌性的麥當勞金色單拱標誌。